# Motorsågsmassakern
Motorsågsmassakern (engelska: The Texas Chain Saw Massacre) är en amerikansk skräckfilm från 1974 i regi av Tobe Hooper. Den hade biopremiär i USA den 1 oktober 1974 och orsakade stor debatt då den var aktuell och blev förbjuden i flera länder, bland annat Sverige. Den refererades ofta till i debatter om videovåld. Filmen är löst baserad på den amerikanska seriemördaren Ed Geins liv. 2024 utnämnde Variety filmen till den "mest skrämmande genom tiderna".

## Handling
En grupp ungdomar åker en het dag ut på landet tillsammans för att besöka en begravningsplats i Texas som har plundrats. Efter att ha tagit upp en galen liftare (spelad av Edwin Neal) stannar de till vid ett avlägset stort hus. Lampskärmar gjorda av människohud, skelett och likdelar är vad de finner i huset. En efter en faller de brutalt offer för en man iklädd en mask gjord av människohud (Gunnar Hansen), som bor i huset med sin sjuka familj som ägnar sig åt mord och kannibalism.

## Rollista
- Marilyn Burns – Sally Hardesty

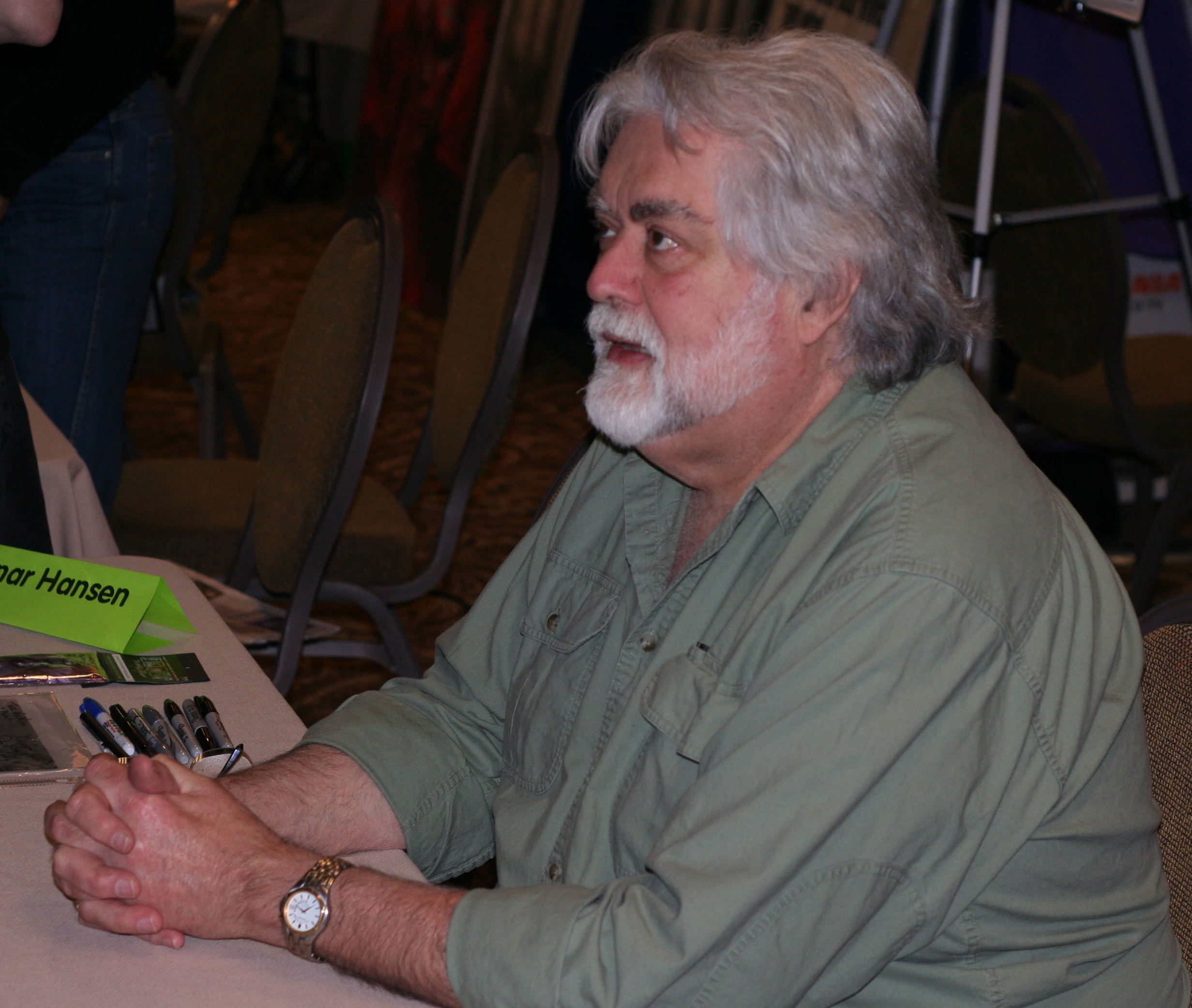
Skådespelaren Gunnar Hansen gjorde rollen som Leatherface.

- Paul A. Partain – Franklin Hardesty
- William Vail – Kirk
- Allen Danziger – Jerry
- Teri McMinn – Pam
- Edwin Neal – Nubbins "Hitchhiker" Sawyer. Han är en av familjemedlemmarna i den kannibalistiska familjen Sawyer från Texas. Han är äldre bror till Jason Sawyer (Leatherface) och yngre bror till Drayton Sawyer. Hans arbetsuppgift i familjen är att gräva upp gravar och plundra lik vilka vanligtvis blir till middag och material till möbler och dylikt för familjen.
- Jim Siedow – Drayton "The Cook" Sawyer. Han är den äldsta brodern och även den mesta dominanta och styrande i familjen. Han äger en bensinmack och en restaurang där han serverar människokött till intet ont anande turister.
- Gunnar Hansen – Jason "Leatherface" Sawyer. Han är den yngste brodern i familjen Sawyer. Han blir hela tiden hunsad av sina äldre bröder. Han bär olika masker av människohud under olika omständigheter för att visa sina känslor och sin personlighet. Han använder en motorsåg och det är han som, till skillnad från Nubbins som gräver upp redan döda, fångar/mördar de levande offren.
- John Dugan – Grandpa Sawyer. Han är Sawyer-brödernas 124 år gamla farfar. Han är en före detta slaktare som miste sitt jobb efter att slakten moderniserades mer och mer och släggmetoden slutade att användas. I filmen sitter han bara ner, pratar inte och gör väldigt små levnadstecken.
- John Larroquette – Berättarröst

## Om filmen

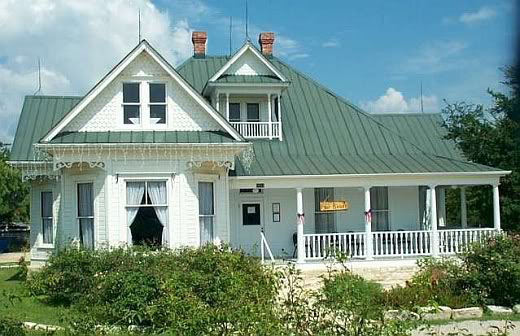
Huset som används som kannibal-familjens hem i filmen. I dag har huset blivit flyttat från La Frontera till Kingsland, Texas, och har blivit renoverat till en restaurang.

Motorsågsmassakern orsakade stor debatt då den var aktuell och blev förbjuden i flera länder. Filmen innehåller till skillnad från sina uppföljare inga större mängder blod eller våld. Morden i filmen sker utanför bild och atmosfären i filmen är realistisk och hetsig. Mycket av debatten orsakades troligen av filmens fantasieggande namn och ett allmänt upphetsat klimat kring videovåld. Filmen är löst grundad på den amerikanska seriemördaren Ed Geins liv men även om den inte direkt handlar om Gein har den hämtat inspiration från dennes brott och liv.

### Uppföljare
Filmen fick flera uppföljare:
- Motorsågsmassakern 2 (1986)
- Mannen med läderansiktet - Texas Chainsaw Massacre III (1990)
- The Texas Chainsaw Massacre: The Next Generation (1994)
- The Texas Chainsaw Massacre (2003)
- The Texas Chainsaw Massacre: The Beginning (2006)
- Texas Chainsaw 3D (2013)

Filmerna från 1974, 1986, 1990 och 1994 blev av Statens Biografbyrå totalförbjudna för offentlig visning i Sverige, och den första fick även symbolisera det då omdiskuterade videovåldet. Första filmen släpptes dock fri för videodistribution i nedkortad version 1994 och utan klipp slutligen 2001. Filmen från 2003 godkändes för 15-årsgräns.
En nyinspelning med samma titel hade svensk premiär på biograferna den 16 januari 2004. I den filmen skulle Leatherface spelas av Dolph Lundgren och musiken skulle komponeras och framföras av Marilyn Manson. Lundgren ville dock hellre tillbringa tiden med sin familj och Manson var tvungen att hoppa av på grund av schemakonflikter.  Även den fick en uppföljare, The Texas Chainsaw Massacre: The Beginning, som i Sverige enbart släpptes på DVD i april 2007. I USA hade filmen från 1974 17-årsgräns ("R"-klass).
En ny uppföljare av den första filmen hade premiär 2013, Texas Chainsaw 3D, regisserad av John Luessenhop. Inspelningarna av filmen påbörjades i juli 2011. Handlingen tar vid där den första filmen slutade. Huvudrollen, Heather Miller, spelas av Alexandra Daddario. En rad andra skådespelare, verksamma i den första filmen, medverkar: Bill Moseley, som spelade Chop Top i Motorsågsmassakern 2, spelar Drayton Sawyer (som spelades av avlidne Jim Siedow). John Dugan upprepar sin roll som Grandpa efter den första filmen. Gunnar Hansen, Marilyn Burns och Tobe Hooper gör alla en cameoroll i filmen. Sångaren Trey Songz spelar Heather Millers pojkvän.